# Ethnotourismus
Der Begriff Ethnotourismus setzt sich aus den Worten Ethnologie und Tourismus zusammen, wobei Ethnologie in etwa mit Völkerkunde gleichzusetzen ist. Das Wort leitet sich aus dem Griechischen von ethnos (das Volk) und logos (die Lehre/Kunde) ab. Ethnotourismus stellt also jene Tourismusform dar, bei welcher das Interesse der Reisenden nicht in erster Linie die Destination umfasst, sondern vielmehr die in der Destination ansässige Bevölkerung im Vordergrund steht. Wegen der damit teilweise verbundenen „Zur-Schau-Stellung“ und der Akkulturationsgefahr steht diese Zielsetzung in der Kritik.

## Definition
“In ethnic tourism, the native is not simply „there“ to serve the needs of the tourists; he himself [sic] is on show, a living spectacle to be scrutinized, photographed, tape recorded…”
Nach Van den Berghe und Keyes ist der Indigene beim Ethnotourismus nicht einfach da, um die Bedürfnisse der Touristen zu stillen, sondern wird ihnen vielmehr zur Schau gestellt, als lebendiges Spektakel, welches zu untersuchen, fotografieren und aufzuzeichnen ist.
Das hauptsächliche Interesse des Ethnotourismus liegt in der lokalen Bevölkerung der jeweils bereisten Destination. Die Ethnotouristen beschäftigen sich dabei mit der traditionellen Lebensweise einfacher und glücklicher Menschen, indem sie sich vor Ort ein eigenes Bild machen. Durch Ethnotourismus eignen sich die Touristen also neues Wissen über Kultur, Geschichte und Lebensweise verschiedener Völker an, indem sie es selbst erfahren. Dabei wird von zumeist staatlichen Tourismusorganisationen, lokalen und auch internationalen Reiseagenturen Exotik, Einzigartigkeit und Andersartigkeit vermarktet. Es geht um den Konsum von attraktiven, exotisch anmutenden Objekten, Subjekten und Darbietungen, wie religiösen Zeremonien, Tanz- und Gesangsvorführungen. Destinationen sind häufig indigene Gruppen und fremde und ursprüngliche Kulturen. Der Aufenthalt bei der jeweiligen ethnischen, oft politisch und ökonomisch marginalen und tribalen Gruppe, beschränkt sich meist nur auf einen sehr kurzen Zeitraum von wenigen Minuten bis Stunden und maximal ein paar Tagen. Dabei scheinen die interkulturellen Begegnungen zwischen Touristen und Bereisten nur einseitig vorteilhaft, da die Touristen durch Einblicke in den Alltag der Bereisten neues Wissen aneignen können, die Bereisten jedoch keinen direkten Einblick in die Kultur der Reisenden bekommen. Studien zeigen jedoch, dass in Regionen, wo Ethnotourismus weit verbreitet ist, die bereiste Bevölkerung häufig mehr Wissen über die Kultur der Touristen aufzuweisen hat, als es umgekehrt der Fall ist.
Ethnotouristen werden oft von idealisierten, schwärmerischen Vorstellungen über die fremden Völker getrieben, betrachten diese selbst jedoch als wild, primitiv, schmutzig und unterentwickelt. Das Reisen ist von klischeehaften Wünschen und Vorstellungen geleitet, der bereisten Bevölkerung wird dabei jedoch nicht mit Respekt und auf Augenhöhe begegnet, sondern sie wird vielmehr nur als Anschauungsobjekt betrachtet und behandelt.

## Entstehung und Verbreitung
Da Reisen in ferne Destinationen lange Zeit nur für eine kleine Elite von wohlhabenden Menschen vorbehalten war, entwickelte sich der Tourismus im Allgemeinen und auch der Ethnotourismus erst im Laufe des 20. Jahrhunderts bedeutend. Im Zuge der Globalisierung trugen besonders technische Fortschritte dazu bei, dass durch die Erschließung neuer Verkehrsmittel, sowie des Ausbaus der Infrastruktur, das Reisen immer kostengünstiger und somit für mehr und mehr Leute möglich wurde. Als „exklusives und prestigeträchtiges Nischenprodukt“ des internationalen Tourismus, so Rothfuss, entwickelte sich schließlich der Ethnotourismus als spezielle Reiseform. Während sich noch vor einigen Jahren die Anzahl der Ethnotouristen gering hielt, steigt sie heute mehr und mehr.
Erste Anfänge des Ethnotourismus sind jedoch bereits in ein deutlich früheres Zeitalter zu datieren. In den Jahren der Entdeckungsreisen (etwa das 15. bis 18. Jahrhundert), verbreitete sich die Vorstellung der ´edlen Wilden und Barbaren´. Durch Reiseberichte, Kunst, Mund-zu-Mund-Propaganda und später auch Fotografie erfuhren immer mehr Menschen von dieser Tourismusform und ließen sich begeistern. Heute breitet sie sich nicht zuletzt auch durch soziale Medien immer weiter aus und findet eine immer breitere Interessengruppe. Was noch vor einiger Zeit gar nicht so leicht durchzuführen war, wird heute bereits von sehr vielen Reiseagenturen geführt angeboten und ist bereits ab Preisen von 1000 € selbst erlebbar.

## Motive
Ethnotourismus kann sehr unterschiedliche Motive haben. Einige werden einfach durch Modetrends, Medien und Meinungen anderer zu Ethnotouristen. Andere suchen im Ethnotourismus den Aspekt der Authentizität. Kievelitz teilte die Motive, die zum Ethnotourismus verleiten in drei Bereiche auf, die psychischen, sozialen und kulturellen Motive. Zu den psychischen Motiven zählen jene wie der Wunsch nach Exotik, das Suchen von Herausforderungen durch besondere Abenteuer, sowie der Wunsch nach einem Rollenwechsel und Bildung. Als soziale Motive wertet Kievelitz das Erleben fremder und ursprünglicher Gesellschaften, Neugier und das Kennenlernen fremder Kulturen. Zuletzt stellen Motive wie der Ausbruch aus einem urbanen Lebensstil, das Kennenlernen fremder Kulturen, sowie die Verbesserung des Status, die kulturellen Motive dar, die einen Ethnotouristen zu derartigen Tätigkeiten verleiten.

## Destinationen
Die Destinationen, die im Ethnotourismus aufgesucht werden, betreffen zumeist peripher gelegene, schwer zugängliche Gebiete, wie etwa Inseln, Gebirgsregionen, Regenwälder oder auch Wüsten. Nicht selten liegen diese dabei in Entwicklungsländern. Die besuchten Bevölkerungsgruppen sind meist in nicht großer Zahl vertreten und symbolisieren keine sozial, kulturell oder politisch dominierende Mehrheitsgesellschaft des Staates. Allgemein werden gerne Indigene, Afrikaner, Orientalen und italienische Landleute besucht. Auch Südseeinsulaner zählen zu den im Ethnotourismus häufig als Ziel dienenden Völkern. Besonders attraktiv wirken für Ethnotouristen die Akha in Nordthailand.  Aber auch die Himba in Namibia, die Hilltribes im Bergland Südostasiens, sowie die Moken (Seenomaden) der Andamanensee und die Rapanui auf der Osterinsel zählen zu den im Zuge des Ethnotourismus häufig besuchten Gruppen. Tatsächlich reisen sogar Ethnotouristen nach Österreich, um die Lebensweise der Bergbauern und Alpenbewohner näher kennenzulernen.

## Ethnische Themenparks
Neben den Zielen des Ethnotourismus, die direkten Wohnorte der jeweiligen Völkergruppe zu bereisen, gibt es auch noch eine alternative Form des Ethnotourismus. Diese gilt dem Besuchen eines sogenannten Ethnischen Themenparks. Solche Themenparks stellen eine besondere ethnotouristische Attraktion dar und sind größtenteils zentral, nahe Großstädten zu lokalisieren, was sie von den sonst eher peripheren Destinationen des Ethnotourismus unterscheidet.
Einen weiteren Unterschied stellt die Besuchergruppe dar. Viel mehr als von Ethnotouristen werden die Themenparks von der nationalen Bevölkerung besucht. Ethnische Themenparks stellen für ein Eintrittsgeld verschiedene ethnische Gruppen dar. Diese tragen zumeist traditionelle Kostüme und führen Tanz- und Gesangseinlagen vor. Die ethnischen Themenparks sollen die Eigenschaft der Vielfalt des Landes zur Schau stellen und zugleich nationale Einheit demonstrieren und werden überwiegend von der nationalen Regierung errichtet und betrieben. Sie dienen nicht primär der Aneignung von Wissen über die jeweiligen ethnischen Gruppen, sonders einzig der Unterhaltung und Erholung.
Beispiele für ethnische Themenparks sind der Taman Mini Indonesia in Jakarta, das Polynesian Cultural Center außerhalb Honolulus, der National Minorities Park in Jinghong in Südwestchina, sowie der Bomas of Kenya, nahe Nairobi.

## Verschmelzungen mit anderen Tourismusformen
Ethnotourismus ist häufig in Kombination mit anderen Tourismusarten anzutreffen. Beispielsweise betreiben Ethnotouristen oft auch zugleich Naturtourismus. Bei diesem steht der visuelle Konsum einer als unberührt empfundenen Natur im Vordergrund. Im Ethnotourismus findet man oft ein Zusammenspiel zwischen unberührter Natur und exotischen, ursprünglichen Kulturen.
Auch im Wissenschaftstourismus sind Motive der Ethnotourismus zu finden. Diese Tourismusform dient der Gewinnung von wissenschaftlichem Datenmaterial für Forschungsanliegen, deren Beschaffung die Forschenden, welche kulturelle Diversität und Andersheit anzieht, nicht selten zu ethnotouristischen Destinationen führt.
Zuletzt sollte auch noch der Kulturtourismus genannt werden. Er widmet sich physischen Artefakten, wie speziellen Gebäuden, Skulpturen, Kleidung und auch Gerüchen und Geschmäckern. Im Kontrast dazu steht der Ethnotourismus, dessen Interesse vielmehr in der Exotik und Einzigartigkeit der Menschen und ihren kulturellen Praktiken liegt, als in physischen Objekten. Dennoch verschmelzen diese so kontrastreichen Tourismusarten oft miteinander, denn selten werden nur Subjekte bzw. nur physische Objekte als exotische Attraktion wahrgenommen.

## Folgen und Möglichkeiten für bereiste Bevölkerungsgruppen
Der Ethnotourismus bietet der bereisten Bevölkerung zwar einige Möglichkeiten, bringt jedoch auch Nachteile mit sich. Er bietet ihr Möglichkeiten zur Partizipation, kann jedoch auch einen Akkulturationsprozess, das Anpassen an die Kulturen der Besucher, hervorrufen. Zudem haben die besuchten Völkergruppen einerseits eine Möglichkeit zur Selbstdarstellung, andererseits kann es durch die Ethnotouristen aber auch zu einer verzerrten Fremdpräsentation kommen. Der Ethnotourismus schafft zudem eine neue Einkommensmöglichkeit für die Bevölkerungsgruppe, die Ziel des Ethnotourismus ist. Jedoch birgt dieser Aspekt auch die Gefahr neuer Abhängigkeiten. Zuletzt kann Ethnotourismus zur Verhandlung von kulturellen Inhalten führen, jedoch auch zur weiteren Marginalisierung der besuchten Bevölkerung beitragen.